# Лунц, Даниил Романович
Дании́л Рома́нович Лунц (1912—1977) — советский психиатр, доктор медицинских наук, профессор, полковник КГБ СССР, один из известных представителей практики использования психиатрии в политических целях в СССР.

## Биография
Родился в 1912 году. Отец, Роман Осипович Лунц (1871—1947), был известным педиатром, мать, Мария Соломоновна Неменова-Лунц (1879—1954) — профессором Московской консерватории.
Обучался в Первом Московском медицинском институте, который окончил в 1934 году. В середине 1930-х годов работал психиатром в больничном отделении главной тюрьмы в Горьком. Затем перешёл работать в институт судебной психиатрии им. В. П. Сербского в Москве, где в 1940 году стал старшим научным сотрудником и получил степень доктора медицинских наук. Д. Р. Лунц первым начал цикл исследований, касающихся мотивации поведения психически больных при психозах, бредовых расстройствах у невменяемых.
В конце 1940-х годов Лунц читал лекции на курсах Министерства госбезопасности. В 1950-е годы вёл в институте им. Сербского дела политических заключённых.
В 1953 году в ходе «борьбы с космополитизмом» и «дела врачей» был отстранён от работы и ожидал ареста.
В 1956—1958 гг. комиссия Комитета партийного контроля при ЦК КПСС, созданная по инициативе бывшего узника Ленинградской тюремной психиатрической больницы С. П. Писарева и включавшая в себя известных профессоров психиатрии, руководителей крупнейших психиатрических учреждений в стране, установила личную ответственность Д. Р. Лунца за принудительное помещение психически здоровых людей в психиатрические больницы.
К началу 1960-х годов Лунц стал в институте им. Сербского главой диагностического отделения, занимавшегося обследованием политических нарушителей, сменив на этом посту профессора И. Н. Введенского. По свидетельству многих политических заключённых, носил форму полковника КГБ.
В 1960-е и 1970-е годы был сопредседателем (вместе с А. В. Снежневским) стационарной судебно-психиатрической экспертизы института им. Сербского, дававшей заключения относительно психического здоровья известных советских диссидентов, на основании которых они подвергались принудительному лечению в психиатрических больницах. В том числе относительно психического здоровья известного советского диссидента Петра Григоренко, хотя позднее Григоренко был обследован западными психиатрами и признан здоровым.
Обследовал диссидентов А. Д. Синявского, А. С. Есенина-Вольпина, Н. Е. Горбаневскую, И. А. Яхимовича, В. И. Файнберга, В. К. Буковского, Ю. А. Шихановича, В. И. Новодворскую, В. А. Некипелова, П. П. Старчика, Л. И. Плюща, Ю. А. Айхенвальда, С. П. Писарева и многих других. Был сторонником концепции «вялотекущей шизофрении» А. В. Снежневского.
Умер в 1977 году. Похоронен на врачебном участке Новодевичьего кладбища Москвы.

## Основные труды
- Бунеев А. Н., Введенский И. Н., Лунц Д. Р. Судебная психиатрия. — М.: «Государственное издательство юридической литературы», 1954.
- Лунц Д. Р. Проблема невменяемости в теории и практике судебной психиатрии. — М.: Медицина, 1966.
- Морозов Г. В., Лунц Д. Р. Судебная психиатрия. — М.: Юридическая литература, 1971.
- Морозов Г. В., Лунц Д. Р., Фелинская Н. И. Основные этапы развития отечественной судебной психиатрии. — М.: Медицина, 1976.